# خط ۲ متروی مادرید
خط ۲ متروی مادرید (انگلیسی: Line 2) یکی از خطوط متروی مادرید است که در سال ۱۹۲۴ تأسیس شده و دارای ۲۰ ایستگاه و ۱۴ کیلومتر طول است.

## نگارخانه

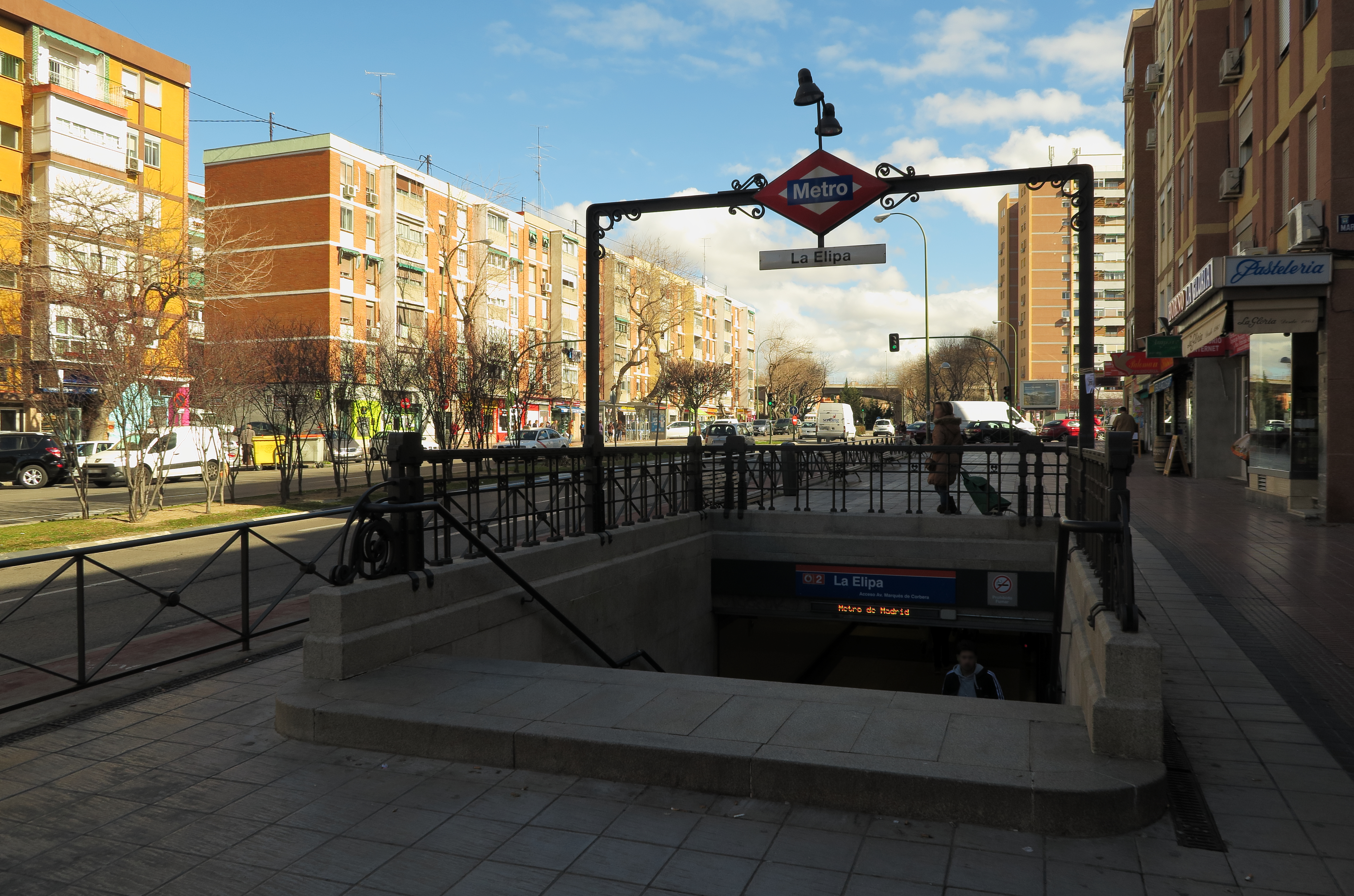
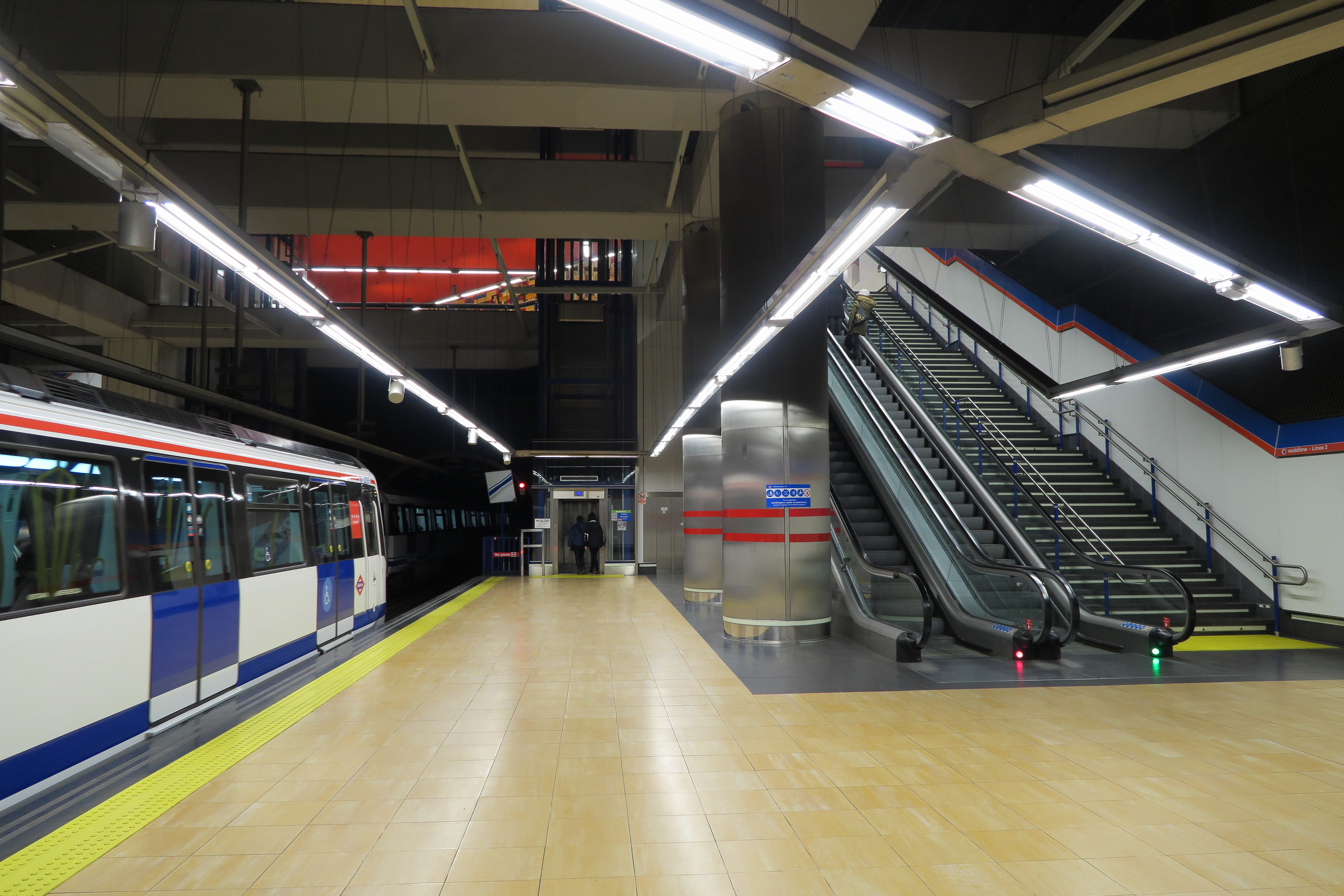
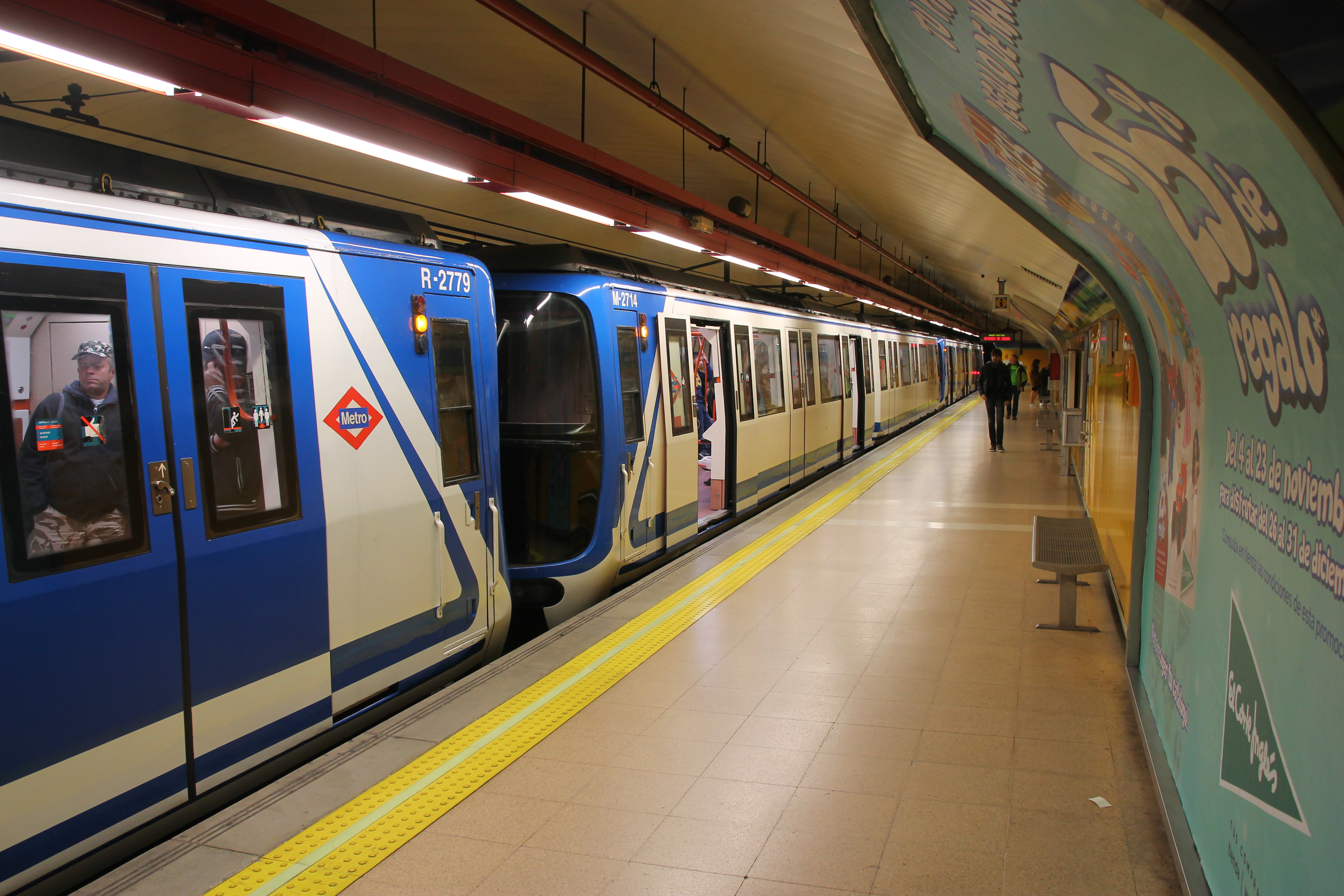
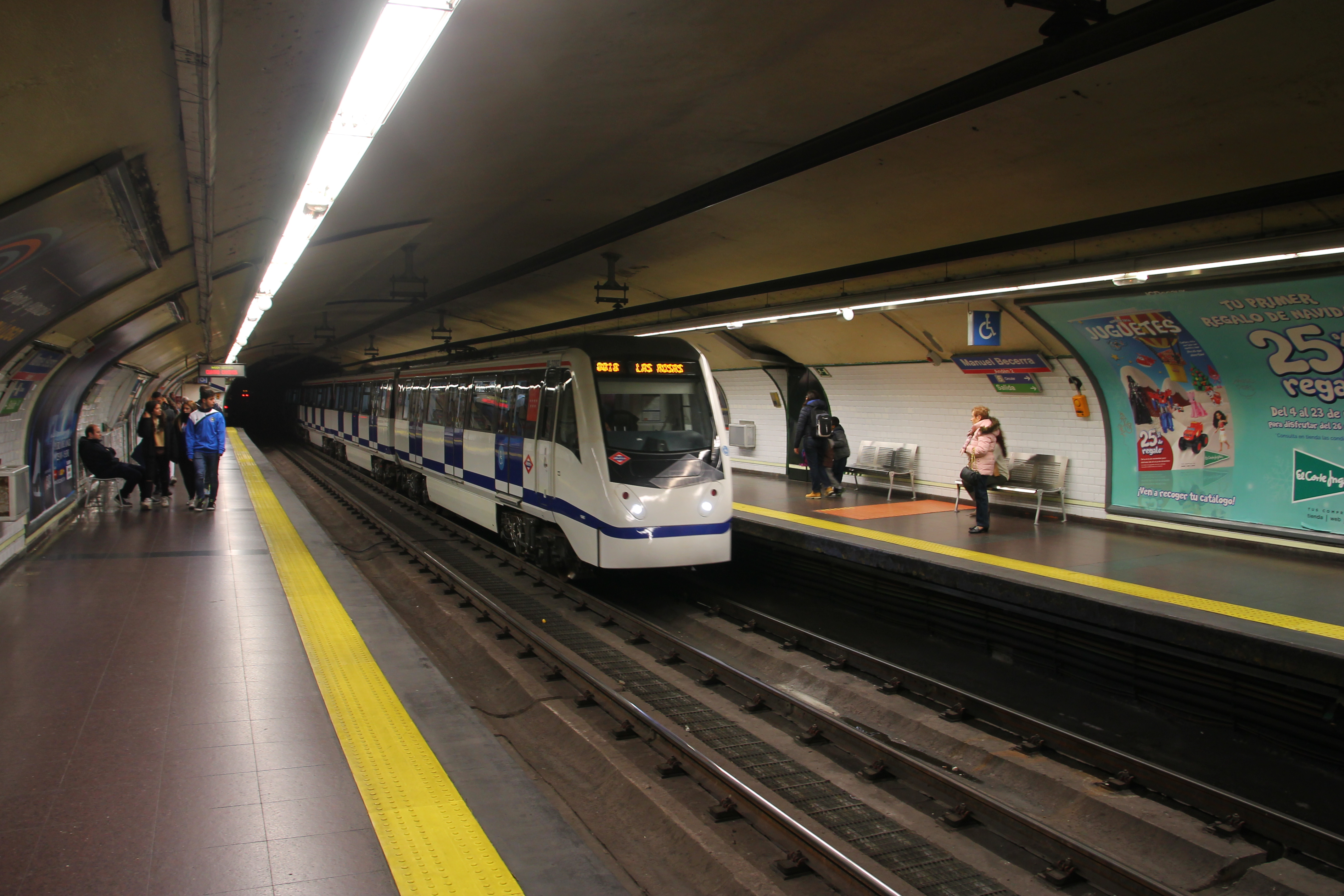